# Луковица (Черкасская область)
Луковица (укр. Луковиця) — село в Черкасском районе Черкасской области Украины.
Население по переписи 2001 года составляло 28 человек. Занимает площадь 2 км². Почтовый индекс — 19010. Телефонный код — 4736.

## Местная власть
19014, Черкасская обл., Черкасский р-н, с. Бобрица.